# Commander Keen
Commander Keen (с англ. — «Командир Кин») — серия компьютерных игр в жанре платформер, разработанная американской компанией id Software в начале 1990-х годов. Главный герой серии — Билли Блэйз (англ. Billy Blaze) — 8-летний мальчик-гений, который перемещается в пространстве под псевдонимом «Commander Keen». Игры отличаются новаторским на момент выхода использованием EGA-графики. Игры серии Commander Keen были одними из первых игр, разработанных id Software.

## История
| Название игры                               | Разработчик                 | Издатель        | Год  | Эпизод | Эпизод                 | Платформы                                      |
| Название игры                               | Разработчик                 | Издатель        | Год  | №      | Название               | Платформы                                      |
| ------------------------------------------- | --------------------------- | --------------- | ---- | ------ | ---------------------- | ---------------------------------------------- |
| Commander Keen in Invasion of the Vorticons | id Software                 | Apogee Software | 1990 | 1      | Marooned on Mars       | MS-DOS, Windows                                |
| Commander Keen in Invasion of the Vorticons | id Software                 | Apogee Software | 1991 | 2      | The Earth Explodes     | MS-DOS, Windows                                |
| Commander Keen in Invasion of the Vorticons | id Software                 | Apogee Software | 1991 | 3      | Keen Must Die!         | MS-DOS, Windows                                |
| Commander Keen in Keen Dreams               | id Software                 | Softdisk        | 1991 | —      | —                      | MS-DOS, Windows, macOS, Linux, Android, Switch |
| Commander Keen in Goodbye, Galaxy!          | id Software                 | Apogee Software | 1991 | 4      | Secret of the Oracle   | MS-DOS, Windows                                |
| Commander Keen in Goodbye, Galaxy!          | id Software                 | Apogee Software | 1991 | 5      | The Armageddon Machine | MS-DOS, Windows                                |
| Commander Keen in Aliens Ate My Babysitter! | id Software                 | FormGen         | 1991 | 6      | —                      | MS-DOS, Windows                                |
| Commander Keen                              | David A. Palmer Productions | Activision      | 2001 | —      | —                      | Game Boy Color                                 |

Commander Keen in Invasion of the Vorticons, первая игра в серии, была выпущена 14 декабря 1990 года для MS-DOS. Она разделена на 3 эпизода: Marooned on Mars, The Earth Explodes и Keen Must Die!. Игра распространялась по условно-бесплатной модели, где эпизод Marooned on Mars был выпущен бесплатным, а 2 других были доступны для покупки. Она была разработана командой, которая называла себя Ideas from the Deep, состоявшая из программистов Джона Кармака и Джона Ромеро, дизайнера Тома Холла, художника Адриана Кармака и менеджера Джея Уилбура, и была издана Apogee Software.
В 1991 году последовал выпуск Commander Keen in Keen Dreams, которую иногда называют эпизодом 3.5 серии. Была разработана для MS-DOS компанией id Software, которая была образована командой Ideas from the Deep после успеха первой игры, и выпущена компанией Softdisk, как часть соглашение между компаниями, так как основатели id Software были работниками Softdisk когда они разрабатывали Invasion of the Vorticons. Игра является спин-оффом основной серии, «эпизодом-сновидением», как прототип для тестирования идей, которые они хотели использовать в будущих играх, например, более совершенный визуальный стиль, parallax scrolling и геймплейные изменения. В 2013 году командой Super Fighter Team был разработан порт для устройств под управлением ОС Android, а в 2014 году была профинансирована кампания в сервисе Indiegogo целью которой был выпуск официальный и перевыпуск игры и ее исходного кода. Keen Dreams была выпущена Hard Disk Publishing через Steam для Microsoft Windows и Linux в 2015 году, а в 2016 году — для macOS. 7 февраля 2019 года Keen Dreams вышла на игровой приставке Nintendo Switch.
Вторая основная игра, Commander Keen in Goodbye, Galaxy, была выпущена для MS-DOS 15 декабря 1991 года. Состоит из эпизодов 4 и 5: Secret of the Oracle и The Armageddon Machine, стилизованное написание названия — Commander Keen in Goodbye, Galaxy!. Была разработана id Sofware и издана Apogee Software. Как и в первой трилогии эпизодов, Secret of the Oracle был выпущен бесплатно, а второй эпизод продавался Apogee Software. Игра использует обновлённую графическую составляющую по сравнению с Keen Dreams и первыми тремя эпизодами, а также имеет геймплейные изменения и нововведения.
Последняя игра в серии, разработанная id Software, Commander Keen in Aliens Ate My Babysitter, была выпущена в декабре 1991 года для MS-DOS. Первоначально планировался, как третий эпизод Goodbye, Galaxy и 6 эпизод всей серии. Стилизованное написание — Commander Keen in Aliens Ate My Babysitter!. Издана компанией FormGen. Несмотря на то, что эпизод был пронумерован как шестой, он был разработан между четвёртым и пятым эпизодами. Использует модифицированный движок из Goodbye, Galaxy.
30 мая 2001 года состоялся выпуск игры Commander Keen для Game Boy Color. Разработанная David A. Palmer Productions и изданная Activision, игра была создана как продолжение и одновременно как дань уважения серии игр в целом и не имеет номера эпизода. id Software не была основным партнером в разработке, хотя она сохранила редакционный контроль над игрой, а Адриан Кармак разработал для игры несколько эскизов. Идея игры для Game Boy Color пришла от Джона Кармака и id Software, которые обратились к корпорации Activision, которая, в свою очередь, предложила David A. Palmer Productions стать разработчиком игры.
10 июня 2019 года, на конференции Bethesda в рамках E3 2019, была анонсирована новая игра в серии, которая также была получила название Commander Keen. Разработкой игры занимается Zenimax Online Studios, издателем выступает компания Bethesda Softworks. Выход игры запланирован на 2019 год.

### Другие релизы
- Сборник id Anthology, 1996 год, включает в себя все семь классических эпизодов.
- Сборник выпущенный Apogee Software в 1998 году, содержавший 5 эпизодов игр Invasion of the Vorticons и Goodbye, Galaxy.
- В августе 2007 года первые пронумерованных 5 эпизодов были выпущены, как Commander Keen Complete Pack в сервисе Steam.[12]
- Сборник 3D Realms Anthology, 2014 год, которая содержала те же эпизоды, что и сборник Apogee Software.[13][14]

### Отменённые игры
После выпуска Goodbye, Galaxy и Aliens Ate My Babysitter в 1991 году, id Software планировали сделать третий сборник эпизодов планировавшийся к выпуску на декабрь 1992 года, названный Commander Keen in The Universe is Toast!. Помимо предполагаемого названия и даты выхода, показанного в эпилоге 2 игр, проектные работы не были завершены до того, как игра была отменена после успеха другой игры id Software — Wolfenstein 3D (1992). Компания сфокусировалась на разработке трехмерных шутеров от первого лица, таких как Doom (1993). Джон Кармак отметил в 1999 году, ссылаясь на проект который стал игрой для Game Boy Color, что команда разработчиков классических частей Commander Keen вряд ли когда-нибудь соберется снова работать вместе над другой игрой.

## Игровой процесс
Все игры серии Commander Keen являются играми в жанре сайд-скроллер платформер: во всех играх серии игрок управляет Командиром Кином, который двигается в двухмерной плоскости. Игрок может двигаться влево и вправо, а также прыгать; во всех эпизодах кроме Keen Dreams также можно использовать Pogo для более высокого прыжка, чем обычно. Уровни состоят из платформ, на которых Кин может стоять, некоторые платформы позволяют Кину вскакивать через них снизу. Начиная с эпизода 2, The Earth Explodes, есть также движущиеся платформы, а также переключатели. В Keen Dreams и более поздних играх (за исключением Commander Keen (2001)) были добавлены пожарные шесты, по которым Кин мог взбираться вверх или вниз. Все платформы отображались в псевдотрехмерной перспективе. Во всех играх серии, единственный способ выйти с уровня — пройти его до конца, хотя в Keen Dreams и эпизодах 4-6 игрок может сохраниться и вернуться к середине уровня, а не только между уровнями, так как в других играх. В промежутках между уровнями игрок перемещается по двумерной карте, показанной видом сверху; с карты игрок может попасть на уровни, приблизившись ко входу. Некоторые уровни являются необязательными и могут быть пропущены, в то время как другие являются секретными и могут быть достигнуты только с помощью определенных действий.
Все эпизоды содержат различный набор врагов на своих уровнях, которых игрок должен уничтожить, оглушить или избежать. Этими врагами обычно являются инопланетяне или роботы. Также уровни могут иметь участки с электричеством или шипами, касаясь которых или большинства врагов, Командир Кин потеряет одну жизнь, игра заканчивается, если игрок потратил все жизни Кина. В Invasion of the Vorticons впервые был представлен бластер, который Кин может использовать для устранения врагов, Keen Dreams вместо бластера используются семена, которые временно оглушают врагов при броске, в эпизодах 4-6 используется оглушающий пистолет, который оглушает врагов до окончания прохождения уровня, а в 2001 году у Командира Кина есть оглушающий пистолет, который временно оглушает врагов, если они не будут после этого уничтожены с помощью прыжка на Pogo. Игрок также может найти продукты питания на всех уровнях, которые дают очки, за определенное количество очков дается дополнительная жизнь. Игрок также может найти карточки разных цветов, которые предоставляют доступ к заблокированным частям уровней, коллекционные предметы, которые приносят дополнительную жизнь (начиная с четвертого эпизода), и предметы, которые дают дополнительную жизнь.

## Главный герой
Билли Блэйз (англ. Billy Blaze) — восьмилетний мальчик-гений, построивший на заднем дворе корабль из старых банок из-под супа и других бытовых предметов. У Блэйза есть старший брат, который играет в американский футбол, и младшая сестра; их имена неизвестны. Когда его родители и няня засыпают, Билли надевает футбольный шлем своего брата и становится Командиром Кином, защитником Земли. Для высоких прыжков Билли пользуется Пого-стик.
Отцом Блейза является Артур Кеннет Бласковиц, изменивший свою фамилию на Блэйз для работы на телевидении в Милуоки. Артур Бласковиц, в свою очередь, является сыном Уильяма Джозефа Бласковица, таким образом, Билли Блейз является внуком главного героя серии игр Wolfenstein.
В Wolfenstein RPG и Doom II RPG также упоминается, что Билли Блейз является отцом DoomGuy, что делает главного героя Doom правнуком главного героя Wolfenstein. Том Холл и Джон Ромеро подтвердили родственную связь персонажей трёх игровых серий при общении в Twitter.

## Наследие

### Клоны
- Игры Crystal Caves и Pickle Wars выпущенные компанией Apogee. В последней используются те же звуковые эффекты